# 堀直景
堀 直景（ほり なおかげ）は、江戸時代前期の旗本、大名で、上総苅谷藩初代藩主。椎谷堀家2代。

## 生涯
江戸町奉行・寺社奉行を務め9500石を領した堀直之の長男。元和7年（1621年）に書院番となり、新地500石を賜る。寛永7年（1630年）、使番に転じ、500石加増される（計1000石）。寛永10年（1633年）、さらに1000石を加増され計2000石を領した。寛永19年（1642年）、父の死により遺領9500石を相続する。自領2000石のうち500石（1500石は末弟の直氏が継承）を合わせて1万石とし、上総苅谷藩を立藩する。寛文8年（1668年）に家督を長男の直良に譲って隠居した。延宝3年（1675年）死去、享年72。

## 系譜
父母
- 堀直之（父）
- 柴田勝全の娘（母）

正室、継室
- 戸川達安の娘（正室）
- 内藤忠興の養女 ー 西尾光教の娘（継室）

子女
- 堀直良（長男）
- 堀直行
- 堀直定